# Rop (kriminal)
Róp je tatvina pri kateri kriminalec uporabi silo ali grožnjo.

## Delitve
V kriminalistiki se ropi delijo glede na objekte, v katerih se rop zgodi in glede na žrtev. Tako se ropi delijo na:
- bančni rop
- poštni rop
- cestni (ulični) rop
- rop menjalnice
- rop bencinske črpalke
- rop taksista
- rop lokala ali prodajalne
- stanovanjski rop

Večina ropov je skrbno načrtovanih, predvsem ropi, kjer je predvideni plen velik. Tu gre predvsem za bančne, poštne in rope menjalnic. Kljub temu pa so tudi na videz nenačrtovani ropi, kot na primer cestni ropi, nevarni, saj je storilec pogosto pripravljen uporabiti silo, da pride do plena. Cestni ropi so družbeno nevarni tudi zato, ker pri prebivalcih zmanjšujejo občutek varnosti, žrtev pa ni le materialno oškodovana, temveč tudi duševno.
Večja verjetnost, da bo storilec prijet je tam, kjer se ropar zadržuje dlje časa in tako pusti za sabo več sledi. Tukaj gre predvsem za rope stanovanj, kjer mora ropar plen poiskati. Pri tem namreč pušča za sabo takšne in drugačne sledi, ki jih policisti z različnimi metodami uporabijo pri iskanju storilca.

## Osebnost roparja
V preteklosti so bili roparji precej drugačni od današnjih. Posledica modernizacije so vse bolj domiselno izdelani načrti za rop in tudi hitrost izvedbe. Sodobni roparji morajo zaradi prisotnosti video nadzora uporabljati veliko bolj domiselne načine maskiranja in biti bolj pozorni na naprave (alarme, sisteme za samodejno zapiranje, naprave za prepoznavanje obraznih potez, ...) in metode, ki jih uporablja policija pri iskanju storilcev teh kaznivih dejanj. Današnji roparji imajo pogosto za sabo bogato »kriminalno šolo«, večina od njih pa izhaja iz okolja, kjer je kriminal prisoten na vsakem koraku. 
Sodobni roparji dajejo tako prednost denarju pred predmeti pri izbiri plena, saj je denar težje izsledljiv. Pri izvedbi ropa, ki ga lahko izvede en ropar ali več roparjev v sostorilstvu, kriminalci le redko govorijo, saj bi jih že govor sam lahko izdal. Stopnja nasilja pa je odvisna od temperamenta storilca in psihološkega pritiska, ki je nad njim. Današnji roparji se redkeje zatečejo k uporabi strelnega orožja, ker je verjetnost, da bo storilec odkrit, z vsakim izstreljenim nabojem večja. Pri tem je pomembno vedeti, da je ropar amater v večini primerov bolj nevaren od roparja specialista, saj se specialist bolj zaveda vseh dejavnikov, ki bi ga utegnili ogroziti.

## Kazenski zakonik Republike Slovenije
V 213. členu opredeljuje rop:
1. Kdor vzame tujo premično stvar z namenom, da si jo protipravno prilasti tako, da uporabi silo zoper kakšno osebo ali ji zagrozi z neposrednim napadom na življenje ali telo, se kaznuje z zaporom od enega do desetih let.
2. Če je vrednost ukradene stvari velika in je šlo storilcu za to, da si prilasti stvar take vrednosti, se kaznuje z zaporom najmanj treh let.
3. Če stori dejanje iz prvega ali drugega odstavka tega člena dvoje ali več oseb, se storilec kaznuje z zaporom najmanj petih let.

Roparska tatvina pa je opredeljena v 214. členu:
1. Kdor je zaloten pri tatvini, pa z namenom, da bi ukradeno stvar obdržal, uporabi proti komu silo ali mu zagrozi z neposrednim napadom na življenje ali telo, se kaznuje z zaporom od enega leta do desetih let.
2. Če je vrednost ukradene stvari velika in je storilcu šlo za to, da si prilasti stvar take vrednosti, se kaznuje z zaporom najmanj treh let.